# Români
Români è un comune della Romania di 4 492 abitanti, ubicato nel distretto di Neamț, nella regione storica della Moldavia. 
Il comune è formato dall'unione di 3 villaggi: Goșmani, Români, Siliștea.